# Jamie Foxx
Jamie Foxx (født Eric Marlon Bishop den 13. december 1967 i Terrell, Texas) er en amerikansk Oscar-belønnet skuespiller, Grammy-nomineret pianist og komiker. Desuden er han R&B-sanger og har solgt flere platinplader. Han vandt en Oscar for bedste mandlige hovedrolle for portrætteringen af musikeren Ray Charles i filmen Ray (2004).

## Filmografi
- Coming to America (1988) (statist, står ikke på listen over medvirkende)
- Toys (1992)
- Straight from the Foxxhole (1993)
- The Truth About Cats & Dogs (1996)
- The Great White Hype (1996)
- Booty Call (1997)
- Held Up (1999)
- Any Given Sunday (1999)
- All Jokes Aside (2000) (dokumentar)
- Bait (2000)
- Ali (2001)
- I Might Need Security (2002)
- Shade (2003)
- Redemption: The Stan Tookie Williams Story (2004)
- Breakin' All the Rules (2004)
- Collateral (2004) – Oscarnominering for bedste mandlige birolle
- Ray (2004) – Modtog en Oscar for bedste mandlige hovedrolle
- Stealth (2005)
- Jarhead (2005)
- Miami Vice (2006)
- Dreamgirls (2006)
- The Soloist (2008/2009)
- The Kingdom (2007)
- Damage Control (2007)
- Django Unchained (2012)
- White House Down (2013)
- The Amazing Spider-Man 2 (2014)
- Baby Driver (2017)
- Project Power (2020)
- Spider-Man: No Way Home (2021)